# Extreme Makeover: Home Edition
Extreme Makeover: Home Edition is een Amerikaans televisieprogramma van ABC, dat in Nederland wordt uitgezonden op Net5 en in België op VT4. Het programma wordt gepresenteerd door Ty Pennington.
In het programma Extreme Makeover: Home Edition zet een professioneel team van presentatoren en vaklui zich in voor het verbouwen van een huis van een familie, die het om een reden zelf niet kan doen. Het huis wordt binnen een week helemaal herbouwd, hierbij wordt gekeken wat de stijlen zijn van de personen binnen de familie, zo kan het huis naar hun wensen worden ingericht.
Het gaat in dit programma niet alleen om het huis maar ook de band tussen de familieleden.
De meeste afleveringen duren 60 minuten, maar enkele afleveringen bestaan uit twee delen waardoor sommige afleveringen 120 minuten duren in plaats van 60 minuten. Echter worden de afleveringen wel apart van elkaar uitgezonden.
Het programma kwam voor het eerst op tv op 3 december 2003, maar op 15 december 2011 kondigde ABC aan dat Extreme Makeover: Home Edition zou stoppen op 13 januari 2012. Op tv zou het echter doorgaan als herhalingen van alle voorgaande afleveringen.
Sinds mei 2020 wordt het programma met nieuwe afleveringen uitgezonden op TLC. De presentator is Jesse Tyler Ferguson.

## Team
Het team bestaat uit mensen met verschillende soorten beroepen. Gedurende de seizoenen zijn er teamleden bijgekomen en weggegaan. Hieronder is een overzicht van alle teamleden vanaf seizoen 1:
| Teamlid                           | Werkzaamheden                      | In het team sinds | Verliet het team in | Opmerking                                                                                       |
| --------------------------------- | ---------------------------------- | ----------------- | ------------------- | ----------------------------------------------------------------------------------------------- |
| Ty Pennington                     | Presentator/team leider/timmerwerk | 2004              | 2012                | Werd een aantal keer vervangen door andere presentators zoals Kermit de Kikker (Steve Whitmire) |
| Kermit de Kikker (Steve Whitmire) | Presentator/team leider            | 2005              | 2005                | Heeft een aantal afleveringen Ty vervangen wanneer Ty niet kon                                  |
| Paul DiMeo                        | Timmerwerk                         | 2004              | 2012                |                                                                                                 |
| Paige Hemmis                      | Timmerwerk                         | 2004              | 2012                |                                                                                                 |
| Ed Sanders                        | Timmerwerk                         | 2005              | 2012                |                                                                                                 |
| Rib Hillis                        | Timmerwerk                         | 2007              | 2010                | Ging weg gedurende seizoen 7                                                                    |
| John Littlefield                  | Timmerwerk                         | 2006              | 2012                |                                                                                                 |
| Tracy Hutson                      | Inkopen/stijl                      | 2004              | 2012                |                                                                                                 |
| Tanya McQueen                     | Interieurontwerp                   | 2005              | 2008                | Ging weg gedurende seizoen 5                                                                    |
| Michael Moloney                   | Interieurontwerp                   | 2004              | 2012                |                                                                                                 |
| Daniel Kucan                      | Interieurontwerp                   | 2004              | 2006                | Ging weg gedurende seizoen 3                                                                    |
| Leigh Anne Tuohy                  | Interieurontwerp                   | 2010              | 2010                |                                                                                                 |
| Preston Sharp                     | Buitenkant/big ideas               | 2004              | 2007                | Ging weg na seizoen 4                                                                           |
| Eduardo Xol                       | Tuinarchitectuur                   | 2005              | 2011                |                                                                                                 |
| Constance Ramos                   | Architectuur                       | 2004              | 2006                | Ging weg gedurende seizoen 3                                                                    |
| Didiayer Snyder                   | Architectuur                       | 2008              | 2010                | Ging weg gedurende seizoen 7                                                                    |
| Alle Ghadban                      | Ontwerp                            | 2004              | 2004                | Ging weg gedurende seizoen 1                                                                    |
| Xzibit                            | Ontwerp                            | 2009              | 2012                |                                                                                                 |
| Jillian Harris                    | Ontwerp                            | 2010              | 2012                |                                                                                                 |
| John A. Carr                      | ?                                  | 2004              | 2005                | Ging weg na seizoen 2                                                                           |
| Michal Connor                     | ?                                  | 2004              | 2004                | Ging weg gedurende seizoen 1                                                                    |
| Trace Adkins                      | ?                                  | 2007              | 2009                | Ging weg gedurende seizoen 6 na 2 afleveringen te hebben gedaan                                 |
| Neil Willenson                    | ?                                  | 2004              | 2007                | Ging weg gedurende seizoen 4 na 2 afleveringen te hebben gedaan                                 |
| Jack Jason                        | ?                                  | 2004              | 2006                | Ging weg gedurende seizoen 3 na 2 afleveringen te hebben gedaan                                 |
| Marlee Matlin                     | ?                                  | 2004              | 2006                | Ging weg gedurende seizoen 3 na 2 afleveringen te hebben gedaan                                 |
| Alle Ghadban                      | ?                                  | 2004              | 2004                | Ging weg gedurende seizoen 1 na 2 afleveringen te hebben gedaan                                 |
| Tommy Lasorda                     | ?                                  | 2004              | 2004                | Ging weg gedurende seizoen 1 na 2 afleveringen te hebben gedaan                                 |
| Eric Jacobson                     | ?                                  | 2005              | -                   | Heeft enkele afleveringen gedraaid als pop                                                      |
| Mike Rucker                       | ?                                  | 2008              | 2008                | Ging weg gedurende seizoen 5 na 2 afleveringen te hebben gedaan                                 |

Gedurende de seizoenen kwamen er ook nog enkele beroemde gasten om het team te versterken of mee te helpen. Enkele kwamen voor meerdere afleveringen, maar de meeste kwamen voor 1 aflevering.